# Movimento 4B
4B ou Quatro Nãos é um movimento feminista radical que se originou na Coreia do Sul. O nome se refere aos seus quatro princípios definidores, todos começando com o termo coreano bi (em coreano:  비; hanja: 非), que significa "não". Seus proponentes são: não namorar, não se casar, não fazer sexo ou ter filhos com homens.
O movimento surgiu em meados da década de 2010 em resposta ao sexismo generalizado, à violência de gênero e à discriminação no ambiente de trabalho quando muito se discutia sobre o "fardo desproporcional imposto às mulheres no cuidado dos filhos e nas tarefas domésticas, da violência doméstica desenfreada sem fortes proteções para as vítimas e da enorme pressão nas mulheres para casar e ter filhos". O movimento ganhou força especialmente em plataformas digitais como o Twitter  e no site Womad.
O movimento é considerado marginal na Coreia do Sul e está em amplo declínio. Por ser um movimento predominantemente digital e descentralizado, não se sabe a quantidade exata de membros. Estima-se que o número de adeptas varie entre 5.000 e 50.000 mulheres. Na Coreia do Sul, várias das participantes do movimento são criticadas pelo movimento feminista e foram descritas como sendo transfóbicas e homofóbicas, e associadas à crimes virtuais.

## Crenças
Os quatro princípios fundamentais do movimento 4B são:
1. não fazer sexo com homens (coreano: 비섹스; romaniz.:  bisekseu),
2. não dar à luz (비출산; bichulsan);
3. não namorar homens (비연애; biyeonae);
4. não se casar com homens (비혼; bihon).

### Bihon(casamento)
Desde 2005, o grupo ativista feminista UnniNetwork promove o bihon como uma agenda política para desafiar a centralidade do modelo familiar heteronormativo de casamento na Coreia. Elas procuraram substituir o termo mihon ('não casado') por um mais neutro, bihon ('solteiro').

### Bichulsan(parto)
A Coreia do Sul tem uma das taxas de natalidade mais baixas do mundo. Com a taxa de fertilidade de apenas 0,72 (em 2023), cada mulher sul-coreana terá, em média, menos de um filho durante a sua vida. Isto está significativamente abaixo do limite de 2,1 necessário para manter a população de um país. A taxa de natalidade do país tem estado abaixo da taxa de substituição desde 1983, enquanto o movimento 4B teve origem na década de 2010, tornando provável que a baixa taxa de natalidade se deva à insegurança econômica vivida pelos jovens adultos, aos elevados custos de criação dos filhos e à propriedade, preços e a cultura patriarcal profundamente arraigada do país.
Tendo a taxa de fertilidade mais baixa do mundo, o governo sul-coreano adotou políticas pró-natalistas destinadas a incentivar o aumento dos partos, tais como estipêndios para novos pais, aumento da licença parental e subsídios para cuidados infantis.
Uma pesquisa de 2022 com sul-coreanos solteiros com idades entre 19 e 34 anos descobriu que 79,8% dos homens e 69,7% das mulheres expressaram o desejo de se casar no futuro. A pesquisa também explorou as atitudes em relação ao parto, incluindo as de jovens adultos casados e solteiros. No geral, 63,3% dos entrevistados expressaram vontade de ter filhos. No entanto, houve uma diferença notável entre os sexos: 70,5% dos homens e 55,3% das mulheres indicaram preferência por ter filhos.

### Biyeonae(romance) ebisekseu(sexo)
As mulheres do movimento 4B não se envolvem romanticamente e sexualmente com homens, porque veem isso como uma extensão da estrutura familiar patriarcal.

## História
O termo 4B surgiu de círculos feministas na Coreia do Sul no Twitter entre 2017 e 2018, após um caso de feminicídio ocorrido em 2016 ganhar grande repercussão. O assassino, que disse ter cometido o crime porque mulheres ignoram ele, não foi acusado por crime de ódio.
O movimento surgiu, também, em resposta a diversos outros problemas sociais, como o crescimento do fórum online misógino "Ilbe Storehouse" em 2014, por "guerras de sexo" culturais em 2015, o crescimento da pornografia de vingança, crimes sexuais online, crimes com câmeras escondidas, feminicídios,assim como pelo grande histórico de sexismo, violência de gênero e discriminação com as mulheres na Coreia do Sul incluindo o "fardo desproporcional imposto às mulheres no cuidado dos filhos e nas tarefas domésticas, da violência doméstica desenfreada sem fortes proteções para as vítimas e da enorme pressão nas mulheres para casar e ter filhos".
Um dos propulsores do movimento foi também o livro bestseller Kim Jiyoung, nascida em 1982 da escritora coreana Cho Nam-Joo. No livro, a escritora conta a história de vida da personagem fictícia Kim Jiyoung, uma mulher sul-coreana que vivencia sexismo e misoginia durante toda as fases de sua vida.
O 4B ganhou maior reconhecimento através do Twitter em 2019 assim como através de várias páginas feministas nas redes sociais.

## Recepção
O movimento 4B é considerado marginal na Coreia do Sul. A estudiosa feminista Ju Hui Judy Han da UCLA argumentou que "A grande maioria das feministas sul-coreanas o rejeita" e que "O 4B não é verdadeiramente representativo na política feminista coreana".

### Transfobia, homofobia e racismo no movimento
O feminismo radical como um todo na Coreia do Sul sempre teve uma presença notável transfóbica, racista e homofóbica, com disputas internas sobre a aceitabilidade de tais crenças. O movimento 4B foi particularmente popular e se associou publicamente ao site sul-coreano womad, que é considerado misândrico, homofóbico, racista, transfóbico e associado à crimes como pedofilia e abuso de menores. O site foi fundado porque o site principal de feminismo virtual sul coreano, o Megalia, decidiu proibir calúnias e ataques homofóbicos, transfóbicos e racistas.
Os membros do womad constantemente defendiam a vingança contra os homens e abusos contra crianças do sexo masculino. O site esteve sobre escrutínio nacional em 2017 após uma participante ter drogado e abusado um menino australiano e ter postado no site fotos e vídeos do acontecimento os membros do womad mostraram apoio à criminosa e fizeram uma campanha de fundos virtuais para pagar um advogado para a pedófila, que foi apanhada e presa na Australia. As mulheres que se tornavam mães eram vítimas de cyberbulling no site e chamadas de "Conformistas da sociedade patriarcal", muitas participantes da womad comparavam mulheres casadas à escravas e agiam com indiferença à violência doméstica sofridas pelas mesmas.
Uma ativista trans sul coreana afirmou que "A maioria das mulheres sul coreanas não são transfóbicas, mas as ativistas do 4B definitivamente são" Várias das participantes do movimento 4B teriam defendido o uso de scanners de identidade para verificar o sexo antes de entrar em banheiros públicos e por mais segregação sexual em protestos. Comunidades envolvidas no movimento 4B teriam pedido que os membros tirassem fotos para que outros pudessem verificar seu sexo biológico; um desses grupos pediu vídeos dos pomos de adão das pessoas.

Várias feministas, ativistas lesbicas, queer e trans sul-coreanas teriam expressado preocupação de que o interesse internacional de 2024 no movimento 4B pudesse levar a um aumento da retórica anti-trans e à um ressurgimento do já insignificante movimento 4B na Coreia do Sul.